# أرت بوكوالد
أرت بوكوالد (بالإنجليزية: Art Buchwald)‏ هو صحفي وكاتب العمود وكاتب سيناريو وكاتب أمريكي، ولد في 20 أكتوبر 1925 في ماونت فيرنون في الولايات المتحدة، وتوفي في 17 يناير 2007 في واشنطن العاصمة في الولايات المتحدة بسبب قصور كلوي.

## وصلات خارجية
- أرت بوكوالد على موقع IMDb (الإنجليزية)
- أرت بوكوالد على موقع الموسوعة البريطانية (الإنجليزية)
- أرت بوكوالد على موقع مونزينجر (الألمانية)
- أرت بوكوالد على موقع ألو سيني (الفرنسية)
- أرت بوكوالد على موقع ميوزك برينز (الإنجليزية)
- أرت بوكوالد على موقع أول موفي (الإنجليزية)
- أرت بوكوالد على موقع قاعدة بيانات برودواي على الإنترنت (الإنجليزية)
- أرت بوكوالد على موقع قاعدة بيانات الأفلام السويدية (السويدية)
- أرت بوكوالد على موقع إن إن دي بي (الإنجليزية)
- أرت بوكوالد على موقع ديسكوغز (الإنجليزية)